# Brian Friedman
Brian L. Friedman (né dans l'Illinois le 28 mai 1977) est un danseur et chorégraphe américain. Il est reconnu pour avoir créé les chorégraphies de plusieurs artistes populaires, tels que Britney Spears, Beyoncé, Mariah Carey, Rihanna et Cher, autant pour les clips, les concerts, la télévision et les films.

## Biographie
Friedman a commencé à danser à l'âge de 11 ans dans sa ville natale de Scottsdale, en Arizona, et est apparue dans diverses émissions de danse, y compris Newsies, et Kids Incorporated. À l'âge de 16 ans, il était responsable de son propre studio de danse. Friedman est formé par Joe Tremaine, Kenny Ortega, Vince Patterson et Twyla Tharp. Comme un jeune danseur, Friedman a travaillé avec des artistes comme Michael Jackson, Paula Abdul, Céline Dion, Melissa Etheridge, Salt N Pepa et Patti LaBelle. Il a créé des chorégraphies pour des films comme Drôles de dames (Charlie's Angels).
Friedman a chorégraphié et réalisé de nombreux clips vidéo et performances, tels que ceux de Britney Spears : Toxic, Me Against the Music, Boys, I'm a Slave 4 U et Dream Within a Dream Tour et The Onyx Hotel Tour. Friedman a aussi chorégraphié pour la télévision, dont Will & Grace, The Tonight Show with Jay Leno, Late Show with David Letterman et le Billboard Music Awards. Brian Friedman a également chorégraphié le clip Where Have You Been de Rihanna.
Friedman a publié un DVD d'instruction de danse interactive appelé « Freestyle », où il enseigne des pas de danse qu'il a lui-même utilisé dans ses productions. Il est également directeur d'un atelier de danse intitulé The Pulse, où il est en tournée à travers le monde auprès des étudiants.
Pour le Billboard Music Awards 2012, Brian Fredman a chorégraphié Justin Bieber pour la prestation de son clip Boyfriend extrait de Believe (sortie prévue en juin).